# Гірш Олександр Карлович
Олександр Карлович Гірш (рос. Александр Карлович Гирш; нар. 1829 — пом. рік смерті невідомий) — російський архітектор.

## Біографія
Народився у 1829 році. Протягом 1843—1853 років навчався в Санкт-Петербурзькому будівельному училищі. По закінченню навчання отримав звання архітекторського помічника з правом на чин XII класу і до 1861 року займав посаду архітекторського помічника Катеринославської губернської будівельної та дорожньої комісії.
З 1861 року працював у Харкові спочатку інженером при палаті державного майна, а з 1867 по 1869 рік — міським архітектором. Займався ремонтом і перебудовами громадських споруд, брукуванням вулиць, спорудженням мостів, влаштуванням скверів. 
Протягом 1869—1879 років у відставці займався приватною практикою. 1879 року переїхав до Семипалатинська, де до 1886 року займав посаду обласного архітектора Семипалатинської області. З 1886 року служив у Смоленську, займав посади губернського архітектора і губернського землеміра в Смоленській губернії.

## Споруди
У будівлях користувався формами неоренесансу, неоросійського стильового напрямку, неороманіки і неоготики. 
Протягом 1853—1861 років за його проєктами у Верхньодніпровському повіті збудовані
- Панський будинок Шишкіна;
- Панський будинок Павлова;
- Панський будинок Шелимова;
- Панський будинок Попова;
- Панський будинок Даниленка.

У Харкові спроєктував
- Муровану церкву на 500 осіб;
- Замок в неоготичному стилі на околиці Основі;
- Шість приватних будинків і особняків, серед яких споруди у Саммерівському провулку (нині провулок Людмили Гурченко) № 1 і 3.

Протягом 1880—1886 років за його проєктами збудовані
- в Семипалатинську:
  - кам'яна церква на 300 осіб;
  - дерев'яна мечеть на 700 осіб;
  - кам'яні лавки на Гасфордській площі;
  - 6 кам'яних двоповерхових будинків;
  - шосе на селище Святий Ключ;
- кам'яна будівля 3-х классного міського училища в м Усть-Каменогорську;
- дерев'яна мечеть на 500 осіб в Павлодарі.

Протягом 1886—1892 років за його проєктами збудовані
- в Смоленську:
  - два кам'яних флігеля при в'язниці;
  - будинок працьовитості на 60 осіб;
  - кам'яний прибутковий будинок міщанського товариства;
- кам'яна будівля лікарні на 100 місць в місті Білому;
- кам'яна церква на 800 чоловік в селі Усвят Дорогобузького повіту;
- церква в селі Дентялове Більського повіту;
- церква в селі Кам'янці Єльнінського повіту[1].